# Barbican à diadème
Tricholaema diademata
Espèce
Statut de conservation UICN

 LC  : Préoccupation mineure
Le Barbican à diadème (Tricholaema diademata) est une espèce d'oiseaux de la famille des Lybiidae.

## Répartition
Son aire de répartition s'étend sur le Soudan, l'Éthiopie, l'Ouganda, le Kenya et la Tanzanie.

## Sous-espèces
D'après le Congrès ornithologique international, cette espèce est constituée des sous-espèces suivantes :
- Tricholaema diademata diademata (Heuglin, 1861) ;
- Tricholaema diademata massaica (Reichenow, 1887).